# St. Simon und Judas (Sickerode)

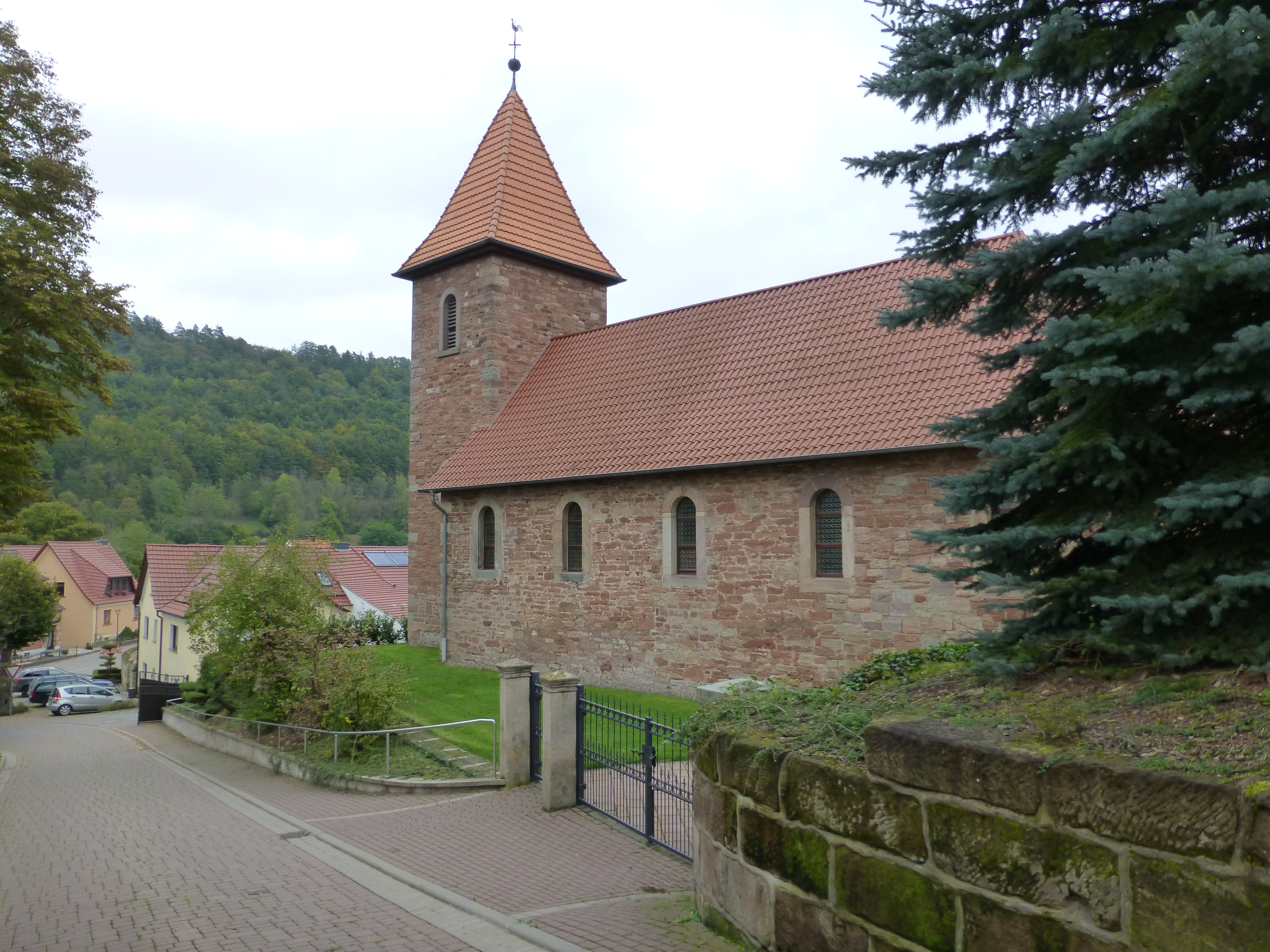
Römisch-katholische Kirche St. Simon und Judas in Sickerode

Die römisch-katholische Filialkirche St. Simon und Judas in Sickerode im thüringischen Landkreis Eichsfeld ist Filialkirche der Pfarrei St. Ursula Geismar im Dekanat Dingelstädt des Bistums Erfurt. Sie trägt das Patrozinium des heiligen Simon Zelotes und des heiligen Judas Thaddäus.

## Geschichte
Das Kirchenschiff wurde 1730 erbaut und am 9. Juni 1733 von Weihbischof Christoph Ignatius von Gudenus geweiht. Der hölzerne Vorgängerbau war 1728 durch ein Unwetter zerstört worden.
1931 wurde der Chorraum angebaut und 1959 das Schiff verlängert, der Turm gebaut und eine einheitliche, neue Deck eingezogen. Weihbischof Joachim Meisner weihte 1978 einen neuen Altar. Zwischen 1962 und 1963 wurde auf der Eingangsseite eine Grotte eingebaut. 1986 und 2000 wurde die Kirche saniert.

## Architektur
Die aus rotem Sandstein erbaute Saalkirche ist fünfachsig, hat Rundbogenfenster und eine Kassettendecke.

## Ausstattung
- Taufstein aus Sandstein von 1731
- Pietà aus Holz um 1700
- Kreuz mit trauernden Maria und Johannes aus dem 18. Jahrhundert

## Orgel
Die Orgel wurde vermutlich 1866 von einem unbekannten Orgelbauer gebaut. 1898 erfolgte ein Umbau durch Johann Caspar Breitbarth. Das Instrument hat 5 Register verteilt auf ein Manual und Pedal. Register- und Tontraktur sind mechanisch.